# Giro di Romandia 2018
Il Giro di Romandia 2018, settantaduesima edizione della corsa, valevole come ventunesima prova dell'UCI World Tour 2018 categoria 2.UWT, si svolse in cinque tappe dal 24 al 29 aprile 2018 precedute da un cronoprologo, su un percorso di 685,42 km, con partenza da Friburgo e arrivo a Ginevra, in Svizzera. La vittoria fu appannaggio dello sloveno Primož Roglič, che completò il percorso in 17h09'00" alla media di 39,966 km/h precedendo il colombiano Egan Bernal e l'australiano Richie Porte.
Al traguardo di Ginevra 103 ciclisti, dei 132 partiti da Friburgo, portarono a termine la competizione.

## Tappe
| Tappa  | Data      | Percorso                                | km     | Vincitore di tappa | Leader cl. generale |
| ------ | --------- | --------------------------------------- | ------ | ------------------ | ------------------- |
| Pr.    | 24 aprile | Friburgo > Friburgo (cron. individuale) | 4,02   | Michael Matthews   | Michael Matthews    |
| 1ª     | 25 aprile | Friburgo > Delémont                     | 166,6  | Omar Fraile        | Primož Roglič       |
| 2ª     | 26 aprile | Delémont > Yverdon-les-Bains            | 173,9  | Thomas De Gendt    | Primož Roglič       |
| 3ª     | 27 aprile | Ollon > Villars (cron. individuale)     | 9,9    | Egan Bernal        | Primož Roglič       |
| 4ª     | 28 aprile | Sion > Sion                             | 149,2  | Jakob Fuglsang     | Primož Roglič       |
| 5ª     | 29 aprile | Mont-sur-Rolle > Ginevra                | 181,8  | Pascal Ackermann   | Primož Roglič       |
| Totale | Totale    | Totale                                  | 685,42 |                    |                     |

## Squadre e corridori partecipanti
| N.    | Cod. | Squadra           |
| ----- | ---- | ----------------- |
| 1-7   | BMC  | BMC Racing Team   |
| 11-17 | QST  | Quick-Step Floors |
| 21-27 | MTS  | Mitchelton-Scott  |
| 31-37 | BOH  | Bora-Hansgrohe    |
| 41-47 | MOV  | Movistar Team     |
| 51-57 | TBM  | Bahrain-Merida    |
| 61-67 | LTS  | Lotto Soudal      |
| 71-77 | AST  | Astana Pro Team   |
| 81-87 | ALM  | AG2R La Mondiale  |
| 91-97 | SKY  | Team Sky          |

| N.      | Cod. | Squadra                        |
| ------- | ---- | ------------------------------ |
| 101-107 | TFS  | Trek-Segafredo                 |
| 111-117 | EFD  | Team EF Education First-Drapac |
| 121-127 | TLJ  | Team Lotto NL-Jumbo            |
| 131-137 | SUN  | Team Sunweb                    |
| 141-147 | UAD  | UAE Team Emirates              |
| 151-157 | GFC  | Groupama-FDJ                   |
| 161-167 | DDD  | Team Dimension Data            |
| 171-177 | TKA  | Team Katusha Alpecin           |
| 181-187 | WGG  | Wanty-Groupe Gobert            |

## Dettagli delle tappe

### Prologo
- 24 aprile: Friburgo > Friburgo – Cronometro individuale – 4,02 km

Risultati
| Pos. | Corridore        | Squadra  | Tempo |
| ---- | ---------------- | -------- | ----- |
| 1    | Michael Matthews | Sunweb   | 5'33" |
| 2    | Tom Bohli        | BMC      | a 1"  |
| 3    | Primož Roglič    | Lotto NL | s.t.  |

| Pos. | Corridore        | Squadra  | Tempo |
| ---- | ---------------- | -------- | ----- |
| 1    | Michael Matthews | Sunweb   | 5'33" |
| 2    | Tom Bohli        | BMC      | a 1"  |
| 3    | Primož Roglič    | Lotto NL | s.t.  |

### 1ª tappa
- 25 aprile: Friburgo > Delémont – 166,6 km

Risultati
| Pos. | Corridore       | Squadra      | Tempo    |
| ---- | --------------- | ------------ | -------- |
| 1    | Omar Fraile     | Astana       | 4h03'42" |
| 2    | Sonny Colbrelli | Bahrain-Mer. | s.t.     |
| 3    | Rui Costa       | UAE          | s.t.     |

| Pos. | Corridore      | Squadra  | Tempo    |
| ---- | -------------- | -------- | -------- |
| 1    | Primož Roglič  | Lotto NL | 4h09'16" |
| 2    | Rohan Dennis   | BMC      | s.t.     |
| 3    | Geraint Thomas | Sky      | a 4"     |

### 2ª tappa
- 26 aprile: Delémont > Yverdon-les-Bains – 173,9 km

Risultati
| Pos. | Corridore       | Squadra      | Tempo    |
| ---- | --------------- | ------------ | -------- |
| 1    | Thomas De Gendt | Lotto        | 4h03'05" |
| 2    | Sonny Colbrelli | Bahrain-Mer. | a 2'04"  |
| 3    | Samuel Dumoulin | AG2R         | s.t.     |

| Pos. | Corridore      | Squadra  | Tempo    |
| ---- | -------------- | -------- | -------- |
| 1    | Primož Roglič  | Lotto NL | 8h14'25" |
| 2    | Rohan Dennis   | BMC      | s.t.     |
| 3    | Geraint Thomas | Sky      | a 4"     |

### 3ª tappa
- 27 aprile: Ollon > Villars – Cronometro individuale – 9,9 km

Risultati
| Pos. | Corridore     | Squadra  | Tempo  |
| ---- | ------------- | -------- | ------ |
| 1    | Egan Bernal   | Sky      | 25'10" |
| 2    | Primož Roglič | Lotto NL | a 4"   |
| 3    | Richie Porte  | BMC      | a 18"  |

| Pos. | Corridore     | Squadra  | Tempo    |
| ---- | ------------- | -------- | -------- |
| 1    | Primož Roglič | Lotto NL | 8h39'39" |
| 2    | Egan Bernal   | Sky      | a 6"     |
| 3    | Richie Porte  | BMC      | a 27"    |

### 4ª tappa
- 28 aprile: Sion > Sion – 149,2 km

Risultati
| Pos. | Corridore      | Squadra  | Tempo    |
| ---- | -------------- | -------- | -------- |
| 1    | Jakob Fuglsang | Astana   | 4h18'48" |
| 2    | Primož Roglič  | Lotto NL | a 48"    |
| 3    | Egan Bernal    | Sky      | s.t.     |

| Pos. | Corridore     | Squadra  | Tempo     |
| ---- | ------------- | -------- | --------- |
| 1    | Primož Roglič | Lotto NL | 12h59'09" |
| 2    | Egan Bernal   | Sky      | a 8"      |
| 3    | Richie Porte  | BMC      | a 35"     |

### 5ª tappa
- 29 aprile: Mont-sur-Rolle > Ginevra – 181,8 km

Risultati
| Pos. | Corridore        | Squadra    | Tempo    |
| ---- | ---------------- | ---------- | -------- |
| 1    | Pascal Ackermann | Bora       | 4h09'51" |
| 2    | Michael Mørkøv   | Quick-Step | s.t.     |
| 3    | Roberto Ferrari  | UAE        | s.t.     |

| Pos. | Corridore     | Squadra  | Tempo     |
| ---- | ------------- | -------- | --------- |
| 1    | Primož Roglič | Lotto NL | 17h09'00" |
| 2    | Egan Bernal   | Sky      | a 8"      |
| 3    | Richie Porte  | BMC      | a 35"     |

## Evoluzione delle classifiche
| Tappa              | Vincitore          | Classifica generale Maglia gialla | Classifica a punti Maglia verde | Classifica scalatori Maglia tricolore | Classifica giovani Maglia bianca | Classifica a squadre Numero giallo |
| ------------------ | ------------------ | --------------------------------- | ------------------------------- | ------------------------------------- | -------------------------------- | ---------------------------------- |
| Prol.              | Michael Matthews   | Michael Matthews                  | Michael Matthews                | non assegnata                         | Tom Bohli                        | BMC Racing Team                    |
| 1ª                 | Omar Fraile        | Primož Roglič                     | Omar Fraile                     | Marco Minnaard                        | Egan Bernal                      | BMC Racing Team                    |
| 2ª                 | Thomas De Gendt    | Primož Roglič                     | Thomas De Gendt                 | Marco Minnaard                        | Egan Bernal                      | BMC Racing Team                    |
| 3ª                 | Egan Bernal        | Primož Roglič                     | Thomas De Gendt                 | Marco Minnaard                        | Egan Bernal                      | BMC Racing Team                    |
| 4ª                 | Jakob Fuglsang     | Primož Roglič                     | Thomas De Gendt                 | Thomas De Gendt                       | Egan Bernal                      | UAE Team Emirates                  |
| 5ª                 | Pascal Ackermann   | Primož Roglič                     | Thomas De Gendt                 | Thomas De Gendt                       | Egan Bernal                      | UAE Team Emirates                  |
| Classifiche finali | Classifiche finali | Primož Roglič                     | Thomas De Gendt                 | Thomas De Gendt                       | Egan Bernal                      | UAE Team Emirates                  |

Maglie indossate da altri ciclisti in caso di due o più maglie vinte
- Nella 1ª tappa Primož Roglič ha indossato la maglia verde al posto di Michael Matthews.
- Nella 5ª tappa Hugh Carthy ha indossato la maglia tricolore al posto di Thomas De Gendt.

## Classifiche finali

### Classifica generale - Maglia gialla
| Pos. | Corridore         | Squadra  | Tempo     |
| ---- | ----------------- | -------- | --------- |
| 1    | Primož Roglič     | Lotto NL | 17h09'00" |
| 2    | Egan Bernal       | Sky      | a 8"      |
| 3    | Richie Porte      | BMC      | a 35"     |
| 4    | Jakob Fuglsang    | Astana   | a 1'16"   |
| 5    | Rui Costa         | UAE      | a 1'23"   |
| 6    | Steven Kruijswijk | Lotto NL | a 2'32"   |
| 7    | Rohan Dennis      | BMC      | a 2'49"   |
| 8    | Pierre Latour     | AG2R     | s.t.      |
| 9    | Emanuel Buchmann  | Bora     | a 3'09"   |
| 10   | Daniel Martin     | UAE      | a 3'12"   |

### Classifica a punti - Maglia verde
| Pos. | Corridore       | Squadra      | Punti |
| ---- | --------------- | ------------ | ----- |
| 1    | Thomas De Gendt | Lotto        | 112   |
| 2    | Primož Roglič   | Lotto NL     | 81    |
| 3    | Egan Bernal     | Sky          | 80    |
| 4    | Sonny Colbrelli | Bahrain-Mer. | 74    |
| 5    | Pierre Latour   | AG2R         | 56    |

### Classifica scalatori - Maglia tricolore
| Pos. | Corridore       | Squadra     | Punti |
| ---- | --------------- | ----------- | ----- |
| 1    | Thomas De Gendt | Lotto       | 43    |
| 2    | Egan Bernal     | Sky         | 36    |
| 3    | Hugh Carthy     | Educ. First | 33    |
| 4    | Primož Roglič   | Lotto NL    | 27    |
| 5    | Mikel Nieve     | Mitchelton  | 21    |

### Classifica giovani - Maglia bianca
| Pos. | Corridore       | Squadra     | Tempo     |
| ---- | --------------- | ----------- | --------- |
| 1    | Egan Bernal     | Sky         | 17h09'08" |
| 2    | Daniel Martínez | Educ. First | a 3'26"   |
| 3    | David Gaudu     | Groupama    | a 4'28"   |
| 4    | Merhawi Kudus   | Dimension   | a 5'13"   |
| 5    | Lucas Hamilton  | Mitchelton  | a 5'56"   |

### Classifica a squadre
| Pos. | Squadra                        | Tempo     |
| ---- | ------------------------------ | --------- |
| 1    | UAE Team Emirates              | 51h35'39" |
| 2    | Astana Pro Team                | a 1'17"   |
| 3    | Team Sky                       | a 2'12"   |
| 4    | Bahrain-Merida                 | a 3'31"   |
| 5    | Team EF Education First-Drapac | a 6'17"   |